# James P. Johnson

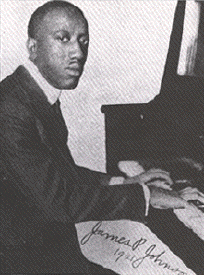
James P. Johnson vid sitt piano. Foto från cirka 1921.

James P. (Price) Johnson, född den 1 februari 1894 i New Brunswick, New Jersey, död den 17 november 1955 i Jamaica, Queens, var en amerikansk jazzmusiker (pianist), kompositör och orkesterledare. I Orkesterjournalen (juni 1945) beskrevs Johnson som "[d]en förste verkligt gode jazzpianisten, av många ansedd som den ursprunglige stilbildaren och lärofadern för flesta av jazzens bästa pianister."
Johnson var en av de främsta representanterna för den New Yorkbaserade pianostil som kallas "stride" och var läromästare för främst Fats Waller, men även mycket beundrad av andra samtida och yngre jazzpianister som Duke Ellington och Art Tatum.
För en bredare publik är Johnson också känd som kompositören till melodin Charleston, vilken blev en av 1920-talets mest kända schlager och tillika en berömd dansstil. Andra kompositioner av Johnson inkluderar You've Got to Be Modernistic, Keep off the Grass, Old Fashioned Love, A Porter's Love Song to a Chambermaid, Carolina Shout (hans första pianosolo på skiva), If I Could Be With You (One Hour Tonight) och Snowy Morning Blues, men han komponerade även mer ambitiösa verk i symfonisk stil och en kort opera (De Organizer, 1940). 
Johnson gjorde inspelningar av pianorullar från 1916 och skivor från 1921. Utöver många solopianoinspelningar och skivor med olika grupper under hans egen ledning samarbetade han ofta med kompositören och pianisten Clarence Williams på dennes skivsessioner och ackompanjerade även bluessångerskor som Bessie Smith.
Johnson hedrades 1970 med att inväljas i Songwriters Hall of Fame och 1995 med att avbildas på ett amerikanskt frimärke i en serie med temat "jazzlegender".